# 668-й ракетний полк (СРСР)
668 ракетний полк (668 РП, в/ч 54294; позивний «Інтеграл») — військове формування в складі 43-ї гвардійської ракетної дивізії РВСП СРСР.

## Історія
668 ракетний полк сформований 4 червня 1960 року у місті Глухові Сумської області на підставі директив ГШ ЗС СРСР і Головнокомандувача РВСП № 0866421. Полк входив до складу 200-ї ракетної бригади, яка вже у травні 1961 року була переформована на 43-тю гвардійську ракетну дивізію.
У штатну структуру полку входило 3 ракетних дивізіони, які розміщувалися у лісах в районах населених пунктів Дубовичі, Землянка та Шевченкове.
Спочатку на озброєнні полку знаходилися ракети Р-14У, а потім Р-14.
Ракетний полк приймав безпосередню участь у Карибській кризі в операції «Анадир». Після закінчення кризи полк повернувся на місце дислокації і систематично займався учбово-бойовими пусками ракет на військовому полігоні Капустин Яр.
31 грудня 1992 року 668 ракетний полк розформовано.

## Командування
- полковник Смолін Володимир Гаврилович 05.07.1960 - 20.07.1961
- підполковник Петров Микола Петрович 20.07.1961 - 01.07.1962
- полковник Яценко Анатолій Федорович 27.09.1962 - 21.10.1964
- підполковник Артеменко Ілля Павлович 21.10.1964 - 15.05.1965
- полковник Гавриков Сергій Федорович 15.05.1965 - 31.03.1969[6]
- підполковник Садовніков Лев Сергійович 31.03.1969 - 31.12.1970
- полковник Шмараков Борис Сергійович 31.12.1970 - 18.12.1976
- полковник Пригорни Олексій Васильович 18.12.1976 - 21.04.1980
- полковник Мазепа Геннадій Миколайович 21.04.1980 - 22.03.1989
- підполковник Маклаков Віктор Васильович 22.03.1989 - 30.04.1991
- підполковник Мележніков Віктор Іванович 30.04.1991 - 30.12.1992[7]